# كارلوس راؤول موراليس
كارلوس راؤول موراليس (بالإسبانية: Carlos Raúl Morales Moscoso)‏ هو دبلوماسي غواتيمالي، ولد في 7 أكتوبر 1970 في شيكيمولا في غواتيمالا.